# Филмске новости
Филмске новости су основане 20. октобра 1944. године као филмска секција при одељењу Врховног штаба НОВЈ. Основане су да бележе, архивирају и дистрибуишу филмски и телевизијски материјал који се односи на друштвени, привредни, спортски и културни живот Србије. Филмским новостима је додељен Сретењски орден трећег степена (2024).

## Историјат
Од оснивања, без мењања основне делатности, Филмске новости су мењали име, од секције Врховног штаба НОВЈ (1944), преко назива „Филмско предузеће демократске федеративне Југославије“ (1945), да би годину дана касније (1946) „Филмске новости“ постале посебно одељење „Савезног предузећа за производњу филмова Звезда филм“ са седиштем у Београду. Године 1950, добијају назив „Централни студио Филмских новости“, који 1955. године прераста у „Савезну установу Филмске новости“.
- Звонко Мишић, уредник
- Колектив Филмских новости
- Монтажа слике
- Бранка Докмановић, монтажер звука
- Душко Видак, спикер
- Михаило Јовановић Цига, сниматељ
- Оливера Гајић, режисер и Михаило Јовановић, сниматељ
- Бошко Мратинковић, режисер са тонским сниматељем Вељком

## Делатност
У току првих пет година рада задатак је била „редовна производња домаћег филмског журнала“, те су се тако до 1950. године, једном седмично редовно појављивали нови бројеви Филмских новости. Уз њих је отпочела и производња других облика информативних филмова о актуелним догађајима (Месечних прегледа и сл).
До настанка телевизије крајем педесетих година, у биоскопским салама пре почетка главног филма, журнали Филмских новости су били главна и једина информација која је у покрету извештавала о догађајима.
Филмске новости својим присуством и активношћу су биле сведок политчког живота (коме је из пропагандних разлога давана предност), обнове и изградње земље, отварање нових индустријских капацитета, освајање нових производа, у области културе и спорта, до важних и занимљивих збивања ван граница наше земље. Сниматељи су пратили југословенске државнике на њиховим путовањима по иностранству, снимали успехе наших спортских репрезентативаца, снимали и слали репортаже из свих делова света.

## Архив
Архив Филмских новости поседује преко 15 милиона метара снимљеног филмског материјала, који садржи предратни, затим заплењени ратни архив и филмску документацију од 1944. године до данас. У Филмским новостима се чува 54.980 кутија филма снимљеног на траци формата 35 mm и 16 mm. На филмској траци је укупно реализовано 2.311 бројева Филмских новости и близу 700 наслова других филмова. То је укупно 15.714,671 метар филмске траке. Поред тога, од 1991. до 1999. године снимљено је електронском техником (U-matic и Beta) преко 8.000 мин. материјала. Затим о НАТО агресији на Југославију 1999. године снимљена је у електронској техници документација у трајању од 480 минута.
Установа данас располаже и савременом продукционом опремом, тако да пружа и најразличитије услуге из области филмске и видео производње.